# پیتر ویلیامز
پیتر ویلیامز (انگلیسی: Peter Williams؛ زادهٔ ۳۱ دسامبر ۱۹۵۷) یک هنرپیشه اهل جامائیکا است.
از فیلم‌ها یا برنامه‌های تلویزیونی که وی در آن نقش داشته است می‌توان به زن گربه‌ای، تاریخ معما، فرار و سقوط‌کرده اشاره کرد.